# Ô
Az Ô (kisbetűvel : ô), kiejtve O kúpos ékezettel a latin ábécé egy olyan grafémája, mely a vietnámi ábécében külön tagként, a francia és a wallon nyelvben pedig az « O » egyik változataként szerepel. Ezeken kívül több latin betűs átírás is alkalmazza, mint például a pinjin és a Pe̍h-ōe-jī. A karakter két részből áll, melyek egyike az O, a másik pedig a kúpos ékezet.

## Használata
A franciában az ô kiejtése o, és etimológiai szerepet tölt be.
A szlovákban az ô az /u̯o/ kettőshangzó jelölésére szolgál.
A portugálban az ô a hangsúlyt és az o hangot jelöli (ellentétben az ó-val, mely az ɔ hang jelzésére szolgál.)
A vietnámiban az ô hangértéke o (az o-val ellentétben, melynek ottani kiejtése ɔ). Ez a betű több egyéb mellékjellel is előfordulhat, hogy így jelölje a hangsúlyt. Ilyenek például a következők: Ồ, Ổ, Ỗ, Ố, Ộ.

## Informatikai jelölése
Az O kúpos ékezettel karakter a következőképpen jeleníthető meg az Unicode-dal:
- Szétbontásos módszer: A Latin-1 tábla alapján:

| Fajta    | Megjelenése | Kódolása | Leírása                      |
| -------- | ----------- | -------- | ---------------------------- |
| Nagybetű | Ô           | U+00D4   | nagy latin O kúpos ékezettel |
| Kisbetű  | ô           | U+00F4   | kis latin o kúpos ékezettel  |

Előállítható a követkeő kódlapok alapján is: ISO 8859‑1, 2, 3, 4, 9, 10, 14, 15 és 16 :
- Nagy Ô : D4
- Kis ô : F4

Előállítása a HTML-lel:
- Nagy Ô : &Ocirc;
- Kis ô : &ocirc;

Windows rendszer alatt a következő betűkombinációval is bevihető: Alt + 0212.

## Alkalmazása
A France Ô csatorna a nevében használja ezt a karaktert.

## Lásd még
- O
- Háztető (jel)
- Latin ábécé

## Fordítás
Ez a szócikk részben vagy egészben  a(z)   Ô című francia Wikipédia-szócikk ezen változatának fordításán alapul.  Az eredeti cikk szerkesztőit annak laptörténete sorolja fel. Ez a jelzés csupán a megfogalmazás eredetét és a szerzői jogokat jelzi, nem szolgál a cikkben szereplő információk forrásmegjelöléseként.